# Marie-Pierre Baby
Marie-Pierre Baby (ur. w 1967) – francuska biathlonistka. W Pucharze Świata zadebiutowała w sezonie 1985/1986. W indywidualnych zawodach tego cyklu jeden raz stanęła na podium: 21 stycznia 1988 roku w Anterselvie zajęła trzecie miejsce w sprincie. W zawodach tych wyprzedziły ją jedynie Norweżka Elin Kristiansen i Nadeżda Aleksiewa z Bułgarii. Najlepsze wyniki osiągnęła w sezonie 1987/1988, kiedy zajęła 13. miejsce w klasyfikacji generalnej. W 1986 roku wystąpiła na mistrzostwach świata w Falun, gdzie zajęła 26. miejsce w biegu indywidualnym i 30. miejsce w sprincie. Najlepsze wyniki osiągnęła podczas rozgrywanych w 1989 roku mistrzostw świata w Feistritz, gdzie zajęła 15. miejsce w biegu indywidualnym i ósme w sztafecie. Nigdy nie wystartowała na igrzyskach olimpijskich.

## Osiągnięcia

### Mistrzostwa świata
| Rok  | Miejscowość | Konkurencje | Konkurencje | Konkurencje | Konkurencje | Konkurencje | Konkurencje | Konkurencje |
| Rok  | Miejscowość | IN          | SP          | PU          | MS          | RL          | MR          | SR          |
| ---- | ----------- | ----------- | ----------- | ----------- | ----------- | ----------- | ----------- | ----------- |
| 1986 | Falun       | 26.         | 30.         | nd.         | nd.         | –           | nd.         | –           |
| 1987 | Lahti       | 33.         | 32.         | nd.         | nd.         | –           | nd.         | –           |
| 1988 | Chamonix    | 29.         | 24.         | nd.         | nd.         | 8.          | nd.         | –           |
| 1989 | Feistritz   | 15.         | 26.         | nd.         | nd.         | 8.          | nd.         | –           |

### Puchar Świata

#### Miejsca w klasyfikacji generalnej
| Sezon     | Miejsce |
| --------- | ------- |
| 1985/1986 | ?       |
| 1986/1987 | ?       |
| 1987/1988 | 13.     |
| 1988/1989 | 41.     |
| 1989/1990 | ?       |

#### Miejsca na podium chronologicznie
| Lp. | Dzień       | Rok  | Miejscowość | Konkurencja      | Lokata | Pudła | Czas biegu | Strata | Zwycięzca        |
| --- | ----------- | ---- | ----------- | ---------------- | ------ | ----- | ---------- | ------ | ---------------- |
| 1.  | 21 stycznia | 1988 | Anterselva  | Sprint na 7,5 km | 3.     | 0+1   | 20:23,3    | +30,7  | Elin Kristiansen |